# Dubai Tennis Championships 2010 - Qualificazioni singolare femminile
Le qualificazioni del singolare femminile del Dubai Tennis Championships 2010 sono state un torneo di tennis preliminare per accedere alla fase finale della manifestazione. I vincitori dell'ultimo turno sono entrati di diritto nel tabellone principale. In caso di ritiro di uno o più giocatori aventi diritto a questi sono subentrati i lucky loser, ossia i giocatori che hanno perso nell'ultimo turno ma che avevano una classifica più alta rispetto agli altri partecipanti che avevano comunque perso nel turno finale.
Le qualificazioni del Dubai Tennis Championships  2010 prevedevano 32 partecipanti di cui 8 sono entrati nel tabellone principale.

## Teste di serie
1. Ekaterina Makarova (Qualificata)
2. Assente
3. Anna-Lena Grönefeld (Qualificata)
4. Alberta Brianti (ultimo turno)
5. Alla Kudrjavceva (ultimo turno)
6. Anastasija Sevastova (Qualificata)
7. Kirsten Flipkens (Qualificata)
8. Viktorija Kutuzova (primo turno)

1. Nuria Llagostera Vives (primo turno)
2. Anastasija Rodionova (ultimo turno)
3. Regina Kulikova (Qualificata)
4. Yung-Jan Chan (Qualificata)
5. Maria-Elena Camerin (ultimo turno)
6. Tamira Paszek (primo turno)
7. Dar'ja Kustova (primo turno)
8. Fatma Al-Nabhani (primo turno)

## Qualificati
1. Ekaterina Makarova
2. Vesna Manasieva
3. Anna-Lena Grönefeld
4. Yung-Jan Chan

1. Regina Kulikova
2. Anastasija Sevastova
3. Kirsten Flipkens
4. Alicia Molik

## Tabellone

### Legenda
| - Q = Qualificato - WC = Wild card - LL = Lucky loser | - ALT = Alternate - SE = Special Exempt - PR = Protected Ranking | - w/o = Walkover - r = Ritirato - d = Squalificato |

### Sezione 1
|  | Primo turno | Primo turno    | Primo turno  | Primo turno | Primo turno |  |  | Ultimo turno | Ultimo turno | Ultimo turno | Ultimo turno | Ultimo turno |  |
|  |             |                |              |             |             |  |  |              |              |              |              |              |  |
|  | 1           | E Makarova     | E Makarova   | 6           | 7           |  |  |              |              |              |              |              |  |
|  |             | G Voskoboeva   | G Voskoboeva | 1           | 68          |  |  | 1            | E Makarova   | E Makarova   | 6            | 6            |  |
|  |             | Shuai Zhang    | 6            | 4           | 6           |  |  |              | Shuai Zhang  | Shuai Zhang  | 1            | 4            |  |
|  | 15          | Dar'ja Kustova | 3            | 6           | 2           |  |  |              |              |              |              |              |  |

### Sezione 2
|  | Primo turno | Primo turno        | Primo turno        | Primo turno | Primo turno |  |  | Ultimo turno | Ultimo turno       | Ultimo turno | Ultimo turno | Ultimo turno |  |
|  |             |                    |                    |             |             |  |  |              |                    |              |              |              |  |
|  | 17          | Vesna Manasieva    | Vesna Manasieva    | 6           | 6           |  |  |              |                    |              |              |              |  |
|  |             | Barbara Bonić      | Barbara Bonić      | 1           | 3           |  |  | 17           | Vesna Manasieva    | 3            | 6            | 7            |  |
|  |             | N Llagostera Vives | N Llagostera Vives | 6           | 6           |  |  |              | N Llagostera Vives | 6            | 3            | 6(1)         |  |
|  | 9           | A Amanmuradova     | A Amanmuradova     | 3           | 4           |  |  |              |                    |              |              |              |  |

### Sezione 3
|  | Primo turno | Primo turno   | Primo turno | Primo turno | Primo turno |  |  | Ultimo turno | Ultimo turno  | Ultimo turno  | Ultimo turno | Ultimo turno |  |
|  |             |               |             |             |             |  |  |              |               |               |              |              |  |
|  | 3           | A-L Grönefeld | 1           | 6           | 6           |  |  |              |               |               |              |              |  |
|  |             | E Ivanova     | 6           | 4           | 1           |  |  | 3            | A-L Grönefeld | A-L Grönefeld | 6            | 7            |  |
|  |             | Tamira Paszek | 1           | 6           | 7           |  |  |              | Tamira Paszek | Tamira Paszek | 3            | 5            |  |
|  | 14          | C Pironkova   | 6           | 4           | 5           |  |  |              |               |               |              |              |  |

### Sezione 4
|  | Primo turno | Primo turno     | Primo turno     | Primo turno | Primo turno |  |  | Ultimo turno | Ultimo turno    | Ultimo turno | Ultimo turno | Ultimo turno |  |
|  |             |                 |                 |             |             |  |  |              |                 |              |              |              |  |
|  | 4           | Alberta Brianti | Alberta Brianti | 6           | 6           |  |  |              |                 |              |              |              |  |
|  |             | Katalin Marosi  | Katalin Marosi  | 4           | 2           |  |  | 4            | Alberta Brianti | 7            | 3            | 4            |  |
|  | 12          | Yung-Jan Chan   | Yung-Jan Chan   | 6           | 6           |  |  | 12           | Yung-Jan Chan   | 5            | 6            | 6            |  |
|  |             | Olivia Rogowska | Olivia Rogowska | 1           | 4           |  |  |              |                 |              |              |              |  |

### Sezione 5
|  | Primo turno | Primo turno     | Primo turno     | Primo turno | Primo turno |  |  | Ultimo turno | Ultimo turno    | Ultimo turno    | Ultimo turno | Ultimo turno |  |
|  |             |                 |                 |             |             |  |  |              |                 |                 |              |              |  |
|  | 5           | A Kudrjavceva   | A Kudrjavceva   | 6           | 1           |  |  |              |                 |                 |              |              |  |
|  |             | Camille Pin     | Camille Pin     | 1           | 0r          |  |  | 5            | A Kudrjavceva   | A Kudrjavceva   | 2            | 5            |  |
|  | 11          | Regina Kulikova | Regina Kulikova | 6           | 6           |  |  | 11           | Regina Kulikova | Regina Kulikova | 6            | 7            |  |
|  |             | C Scheepers     | C Scheepers     | 3           | 0           |  |  |              |                 |                 |              |              |  |

### Sezione 6
|  | Primo turno | Primo turno  | Primo turno  | Primo turno | Primo turno |  |  | Ultimo turno | Ultimo turno | Ultimo turno | Ultimo turno | Ultimo turno |  |
|  |             |              |              |             |             |  |  |              |              |              |              |              |  |
|  | 6           | A Sevastova  | A Sevastova  | 6           | 6           |  |  |              |              |              |              |              |  |
|  |             | K Dzehalevič | K Dzehalevič | 4           | 4           |  |  | 6            | A Sevastova  | 2            | 6            | 6            |  |
|  | 10          | A Rodionova  | 3            | 6           | 6           |  |  | 10           | A Rodionova  | 6            | 4            | 4            |  |
|  |             | Elena Čalova | 6            | 3           | 3           |  |  |              |              |              |              |              |  |

### Sezione 7
|  | Primo turno | Primo turno      | Primo turno | Primo turno | Primo turno |  |  | Ultimo turno | Ultimo turno     | Ultimo turno     | Ultimo turno | Ultimo turno |  |
|  |             |                  |             |             |             |  |  |              |                  |                  |              |              |  |
|  | 7           | Kirsten Flipkens | 6           | 5           | 6           |  |  |              |                  |                  |              |              |  |
|  |             | Juliana Fedak    | 3           | 7           | 4           |  |  | 7            | Kirsten Flipkens | Kirsten Flipkens | 6            | 6            |  |
|  |             | Fatma Al-Nabhani | 6           | 2           | 7           |  |  |              | Fatma Al-Nabhani | Fatma Al-Nabhani | 0            | 4            |  |
|  | 16          | E Byčkova        | 3           | 6           | 64          |  |  |              |                  |                  |              |              |  |

### Sezione 8
|  | Primo turno | Primo turno  | Primo turno | Primo turno | Primo turno |  |  | Ultimo turno | Ultimo turno | Ultimo turno | Ultimo turno | Ultimo turno |  |
|  |             |              |             |             |             |  |  |              |              |              |              |              |  |
|  |             | Alicia Molik | 3           | 7           | 6           |  |  |              |              |              |              |              |  |
|  | 8           | V Kutuzova   | 6           | 5           | 4           |  |  |              | Alicia Molik | 6            | 4            | 6            |  |
|  | 13          | M-E Camerin  | M-E Camerin | 7           | 6           |  |  | 13           | M-E Camerin  | 3            | 6            | 3            |  |
|  |             | V D'jačenko  | V D'jačenko | 5           | 3           |  |  |              |              |              |              |              |  |